# Kameralamt Knittlingen
Das Kameralamt Knittlingen war eine Einrichtung des Königreichs Württemberg, die im Amtsbezirk Besitz und Einkommen des Staates verwaltete. Es bestand von 1807 bis 1816 in Knittlingen. Das Kameralamt wurde im Rahmen der Neuordnung der Staatsfinanzverwaltung im Königreich Württemberg geschaffen.

## Geschichte
Das Kameralamt Knittlingen wurde 1817 aufgelöst und sein Amtsbezirk dem Kameralamt Maulbronn zugeteilt.